# Фримонт (Индијана)
Фримонт (енгл. Fremont) град је у америчкој савезној држави Индијана.

## Демографија
По попису из 2010. године број становника је 2.138, што је 442 (26,1%) становника више него 2000. године.
| Група             | 2000.         | 2010.         |
| Белци             | 1.644 (96,9%) | 2.077 (97,1%) |
| Афроамериканци    | 3 (0,2%)      | 5 (0,2%)      |
| Азијати           | 1 (0,1%)      | 6 (0,3%)      |
| Хиспаноамериканци | 33 (1,9%)     | 39 (1,8%)     |
| Укупно            | 1.696         | 2.138         |